# Kamelienöl

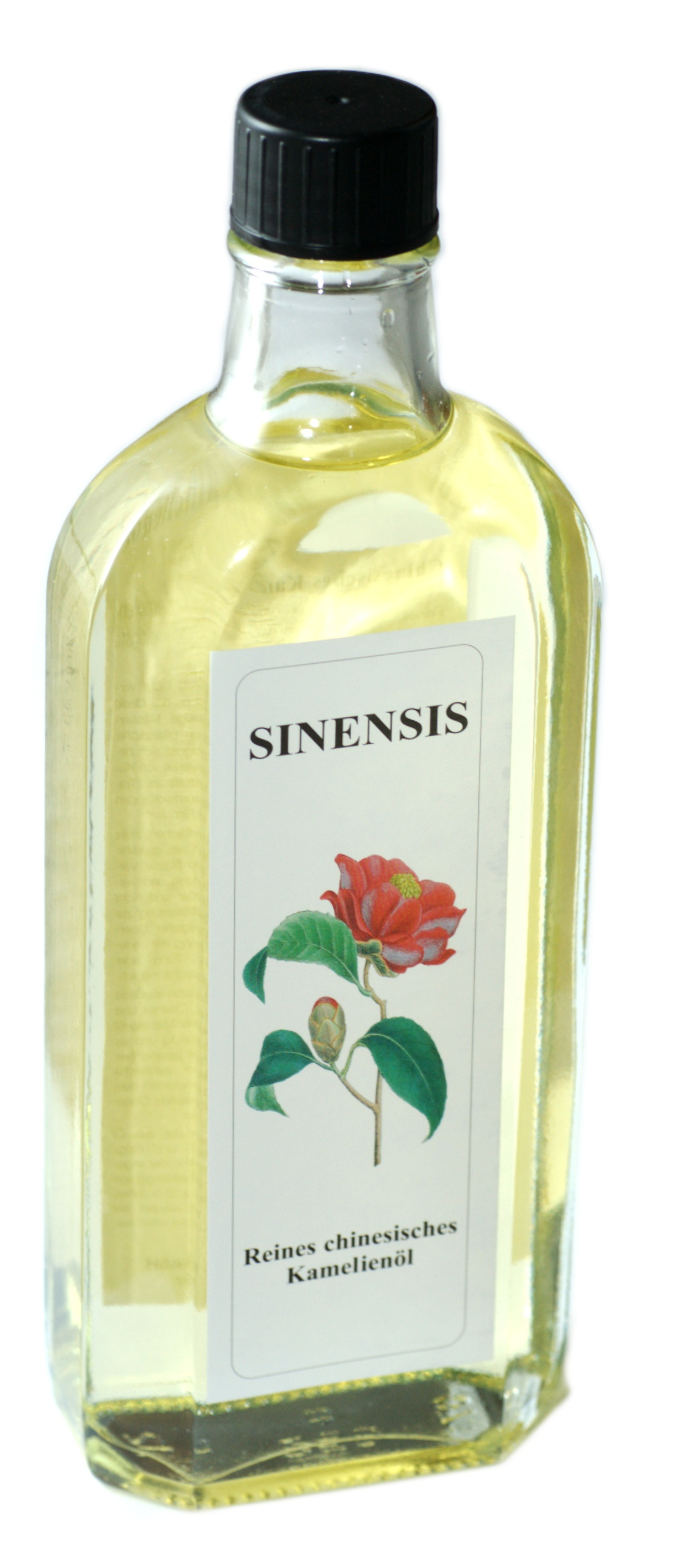
Chinesisches Kamelienöl

Allgemeine chemische Struktur von Kamelienöl, einem Triglycerid: (R^{1}, R^{2} und R^{3} sind Alkyl- oder Alkenylreste mit einer meist ungeraden Anzahl von Kohlenstoffatomen), je nach Art der gebundenen Fettsäure (Ölsäure, Palmitinsäure, Linolsäure, Stearinsäure etc.)

Kamelienöl ist ein Pflanzenöl höherer Viskosität, das aus den Samen von verschiedenen Kamelienarten gepresst wird. Das Kamelienöl wird in China, Vietnam und Japan vorwiegend aus den ölreichen Arten Camellia oleifera und Camellia sasanqua, in selteneren Fällen auch aus dem weniger ölhaltigen Samen des Teestrauchs (Camellia sinensis) gewonnen. Die als Zierpflanze bekannte Kamelie (Camellia japonica) spielt als Quelle für das Öl eine mengenmäßig nur geringe Rolle. Das Öl darf nicht mit Teebaumöl verwechselt werden, welches von einer anderen Pflanze gewonnen wird.
Das aus den Samen gepresste Öl wird in Japan Tsubaki („Kamelie“) genannt.

## Inhaltsstoffe

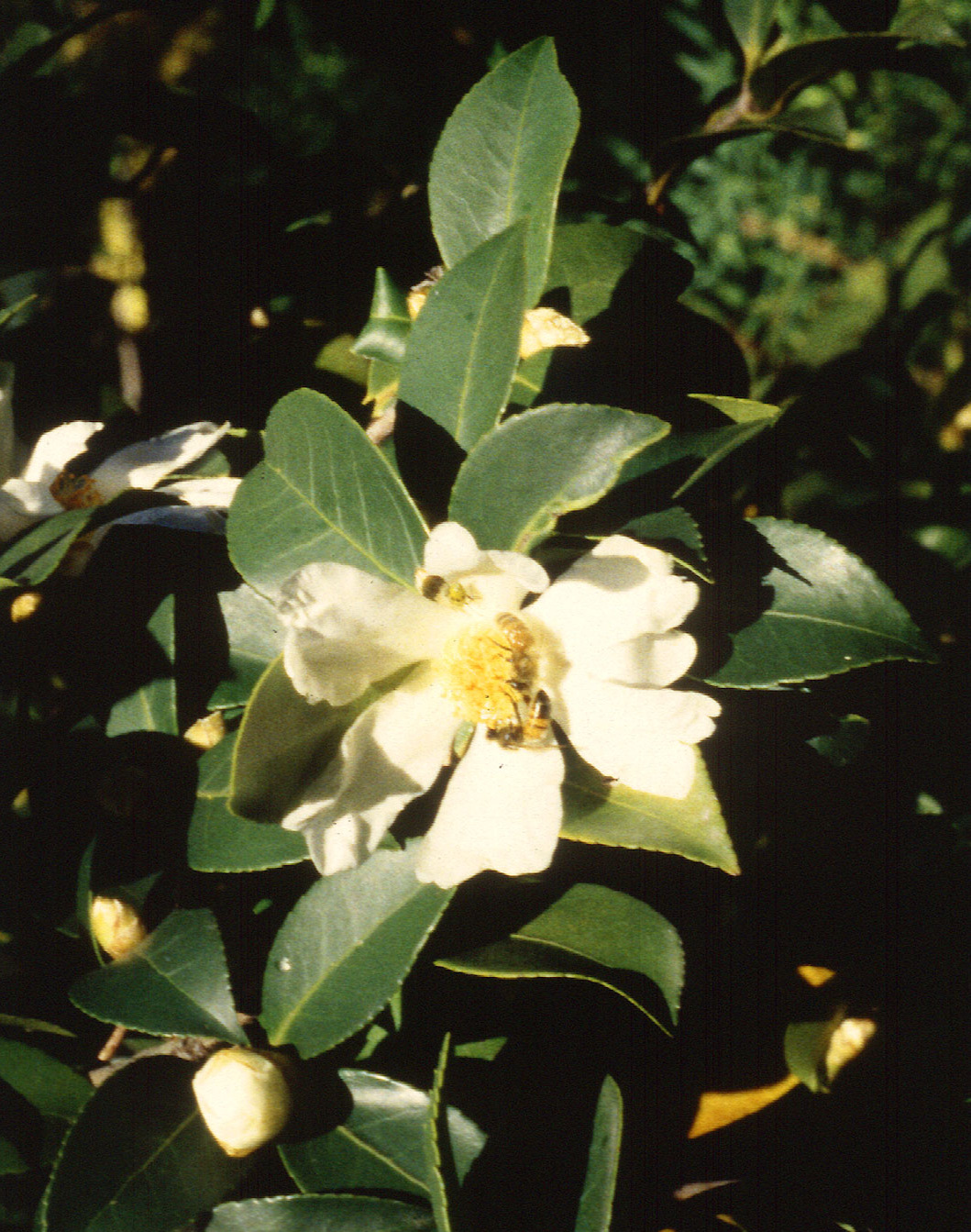
Kamelia (Camellia oleifera)

Das Kamelienöl (Werte für C. oleifera, C. sasanqua) enthält Triglyceride der Ölsäure (zirka 80 %) sowie der Palmitinsäure (zirka 10 %), Linolsäure (5 bis 8 %) und Stearinsäure (3 %).

## Verwendung
Man unterscheidet Tsubaki-Öl und Sasanqua-Öl, welche leicht unterschiedliche Eigenschaften haben.
Für die Ernährung wird das Öl fast ausschließlich in Japan und China und dort wohl auch nur regional verwendet.
In der Kosmetik und als Heilmittel findet das Öl sowohl allein als auch in Kombination mit anderen Stoffen Verwendung. Außerdem wird es als Korrosionsschutzöl und zur Pflege von Holz und zur Herstellung von Ölpapierschirmen verwendet. Auch in der Haarpflege wurde und wird das Öl (bevorzugt in Japan und China) verwendet. Es wird eine positive Wirkung auf den menschlichen Hormonhaushalt und eine antiallergische Wirkung angenommen.
Als Korrosionsschutzmittel wird das Öl traditionell zur Pflege von japanischen Kochmessern und Klingenwaffen, z. B. Katana, Wakizashi und Tantō, eingesetzt, um Rost auf dem üblicherweise bei diesen Klingen verwendeten Kohlenstoffstahl zu verhindern. Da das Öl keinen nachteiligen Einfluss auf Lebensmittel hat, ist die Reinigung von Kochmessern von diesem Öl vor Verwendung nicht erforderlich.
An Holzoberflächen werden Struktur, Farbe und Maserung vertieft. Papierschirme werden unempfindlich gegen Feuchtigkeit und erhalten eine höhere Transparenz.

## Vorsichtsmaßnahmen
Obwohl Kamelienöl nicht zur Oxidation neigt und daher nicht zu den aushärtenden Ölen zählt, sollten mit diesem Öl getränkte Lappen feuersicher verwahrt und entsorgt werden, um der Gefahr einer Selbstentzündung entgegenzuwirken. Diese Gefahr ist grundsätzlich bei allen pflanzlichen Ölen zu bedenken.